# Sunapee
Sunapee est une municipalité américaine située dans le comté de Sullivan au New Hampshire. Selon le recensement de 2010, sa population est de 3 365 habitants.

## Géographie
La municipalité s'étend sur 25,21 milles carrés (65,29 km2), dont 4,08 milles carrés (10,57 km2) d'étendues d'eau.

## Histoire
La localité est fondée par Oliver Corey et d'autres soldats sous le nom de Corey's Town. Elle est renommée Saville en 1768 puis Wendell, du nom de son principal propriétaire, en 1781, lorsqu'elle devient une municipalité. Wendell prend le nom de Sunapee en 1850 en référence au lac Sunapee, formé à partir du mot algonquin « shehunk-nippe » (« l'étang des oies sauvages »).